# Restauração dos afrescos da Capela Sistina

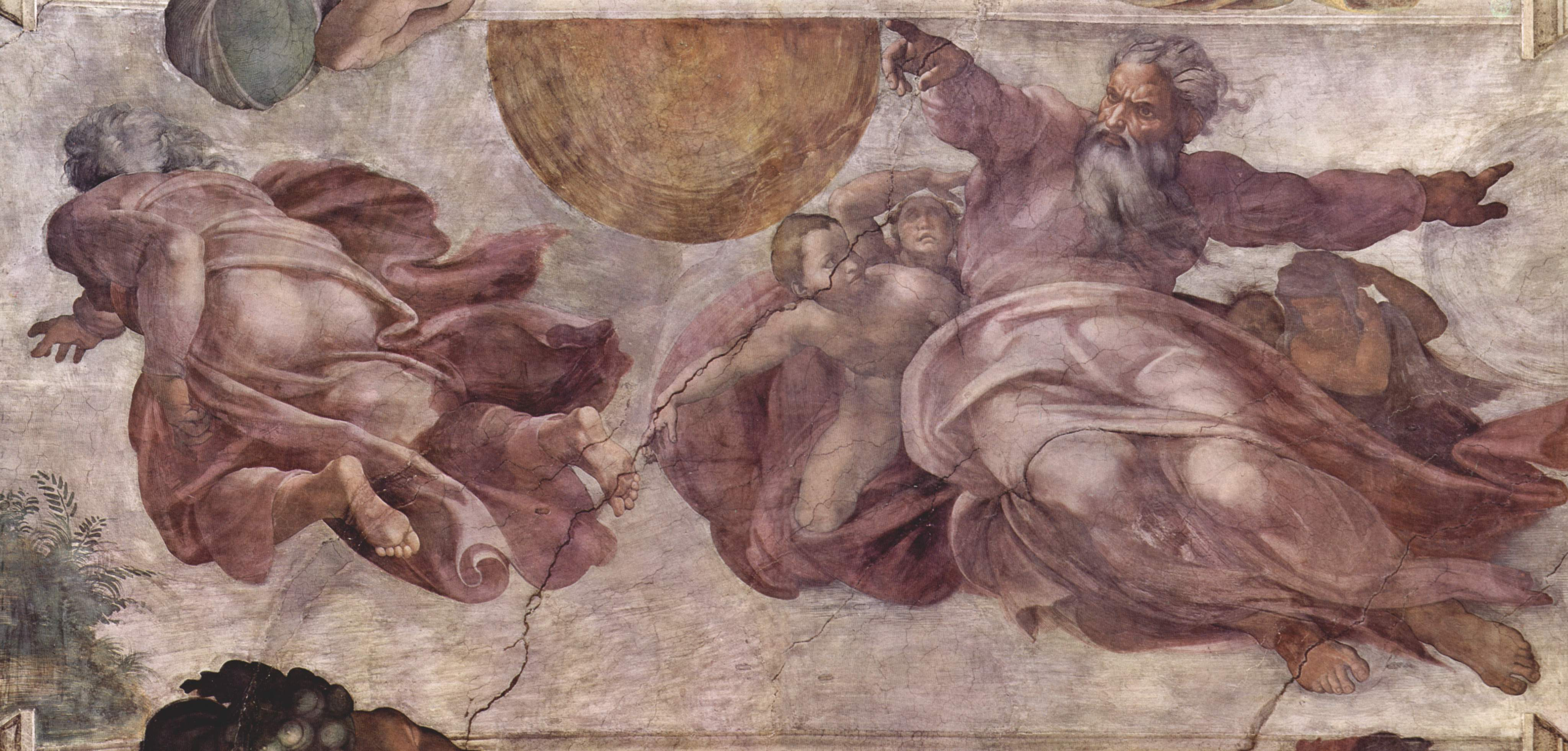
Deus criando a Terra e elevando o Sol e a Lua aos Céus, afresco do teto por Michelangelo, antes da restauração.

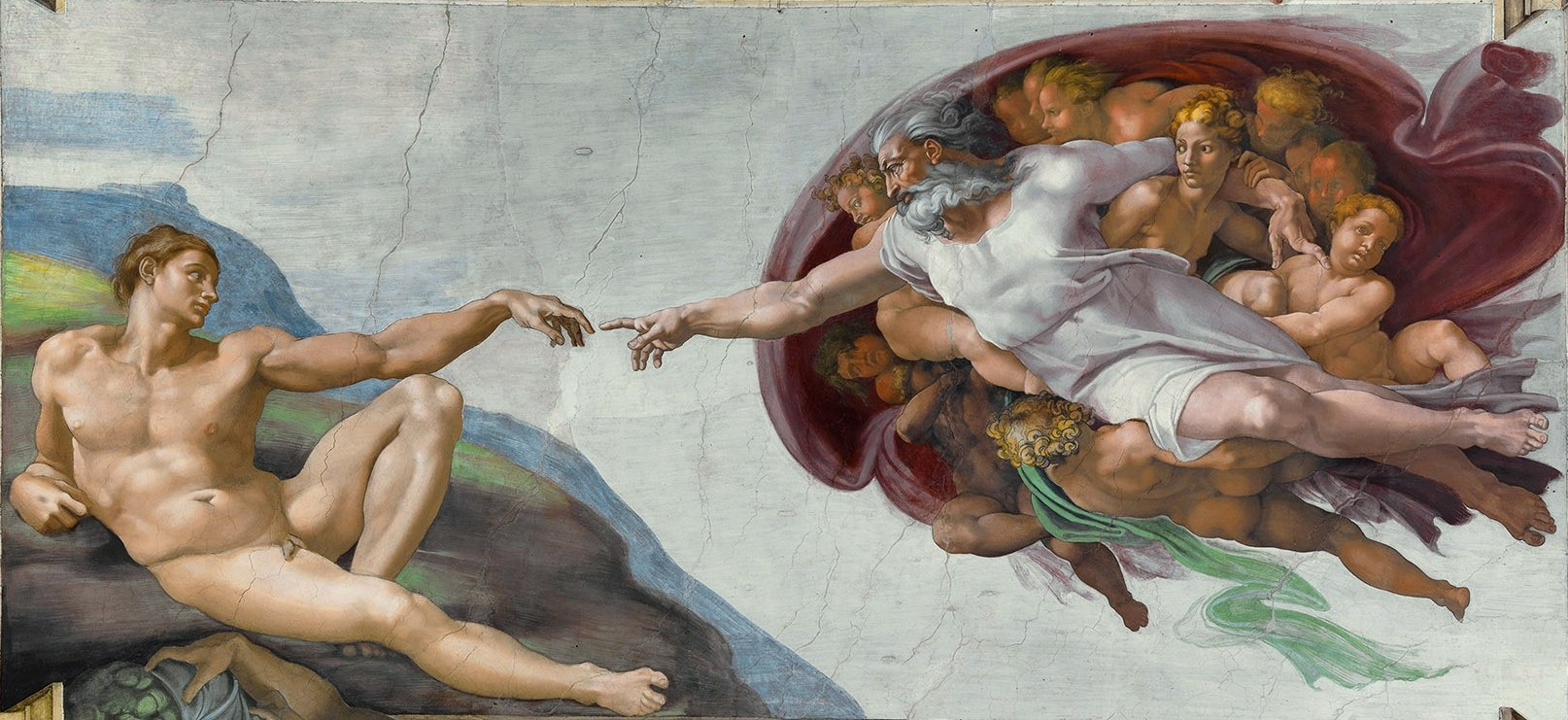
A Criação de Adão restaurada.

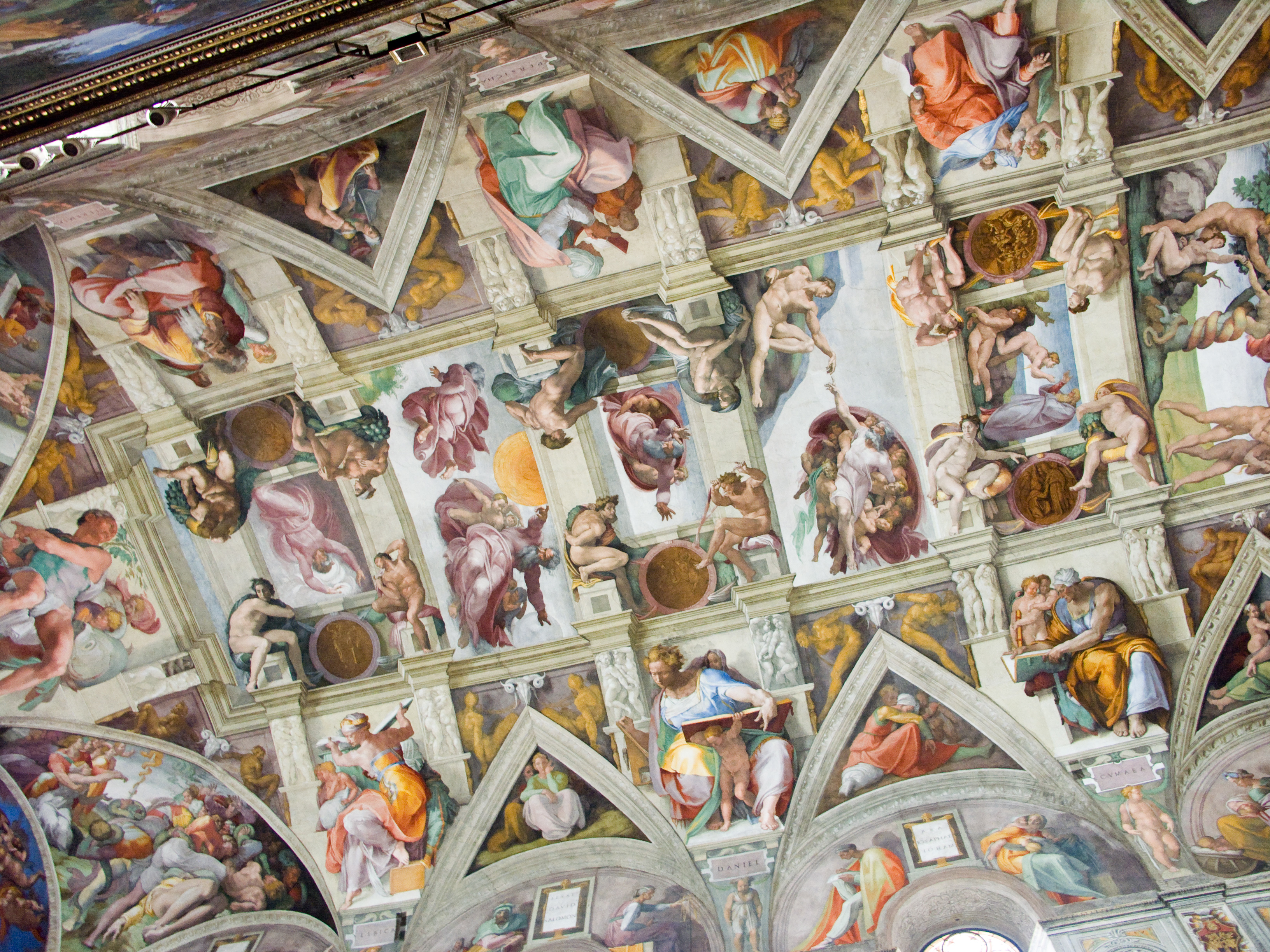
A seção pós-restauração do teto da Capela Sistina, que inclui os dois painéis reproduzidos nas imagens acima.

A restauração dos afrescos (português brasileiro) ou restauro dos frescos (português europeu) da Capela Sistina foi uma das mais significativas restaurações de arte do século XX.
A Capela Sistina foi construída pelo Papa Sisto IV dentro do Vaticano, imediatamente ao norte da Basílica de São Pedro e completada em cerca de 1481. Suas paredes foram decoradas por uma série de pintores renascentistas, que estavam entre os mais conceituados artistas do final do século XV na região que hoje é compreendida pela Itália, incluindo Ghirlandaio, Perugino e Botticelli. Entre 1508 e 1512, Michelangelo realizou a pintura do teto, encomendada pelo Papa Júlio II. A pintura do Juízo Final sobre o altar, encomendada também a Michelangelo pelo Papa Clemente VII, foi concluída em 1541, com o Papa Paulo III.
As tapeçarias no nível mais baixo, hoje mais conhecidos como Cartões de Rafael de 1515-1516, completaram o conjunto.
Os afrescos do teto e altar realizados por Michelangelo sofreram uma série de restaurações, a mais recente a ter lugar entre 1980 e 1994. Esta restauração mais recente teve um efeito profundo sobre os amantes da arte e historiadores, quando cores e detalhes que não tinham sido vistos por séculos foram revelados. Tem sido afirmado que, como resultado todo livro sobre Michelangelo terá de ser reescrito. Outros, como o historiador de arte James Beck de ArtWatch Internacional, têm sido extremamente crítico da restauração, dizendo que os restauradores não perceberam as verdadeiras intenções do artista. Este é o tema do debate contínuo.

## Restaurações anteriores
Os afrescos no teto da Capela Sistina já tinham sofrido uma série de intervenções antes do processo de restauração que foi iniciado em 1980. Problemas iniciais com o teto parecem ter sido causadas pela água que penetrava através do andar de cima. Em cerca de 1547, Paolo Giovio escreveu que o teto estava sendo danificado por salitre e rachaduras. O efeito do salitre é deixar uma eflorescência branca. Gianluigi Colalucci, restaurador Chefe do Laboratório de Restauração de Pinturas dos Monumentos Papais, Museus e Galerias, afirma em seu ensaio redescobrindo as cores de Michelangelo, que o teto teria sido tratado com uma aplicação de linhaça ou óleo de nozes, que teve o efeito de fazer o depósito cristalino mais transparente.
Em 1625, a restauração foi realizada por Simone Lagi, o "residente dourador", que limpou o teto com panos de linho e esfregando-o com pão. Ele ocasionalmente recorreu a molhar o pão para remover os acréscimos mais teimosos. Seu relatório afirma que os afrescos foram devolvidos à sua beleza anterior sem receber nenhum dano. Colalucci afirma que o restaurador Lagi, quase certamente aplicou camadas de cola e verniz para reavivar as cores, mas não declarou isso em seu relatório no interesse de preservar os segredos de seu ofício [restauração].
Entre 1710 e 1713 uma restauração mais foi realizado pelo pintor Annibale Mazzuoli e seu filho. Eles usaram esponjas mergulhados em vinho grego que sugere Colalucci justificava-se pelo acréscimo de sujeira causada pela fuligem e sujeira presa na depósitos oleosos da restauração anterior. Mazzuoli, em seguida, trabalhou sobre o teto, de acordo com Colalucci, fortalecendo os contrastes por detalhes. Ele também repintou algumas áreas em que as cores se perderam por causa da eflorescência de sais. Colalucci afirma que Mazzuoli também aplicou uma grande quantidade de verniz e cola. A restauração foi concentrada no teto e menos atenção foi dada as lunetas.

### Penúltima restauração
A penúltima restauração foi realizada pelo Laboratório de Restauração do Museu do Vaticano entre 1935-1938. O escopo do trabalho foi consolidar algumas áreas do intonaco no extremo leste do edifício e parcialmente remover a fuligem e sujeira.

## Restauração moderna

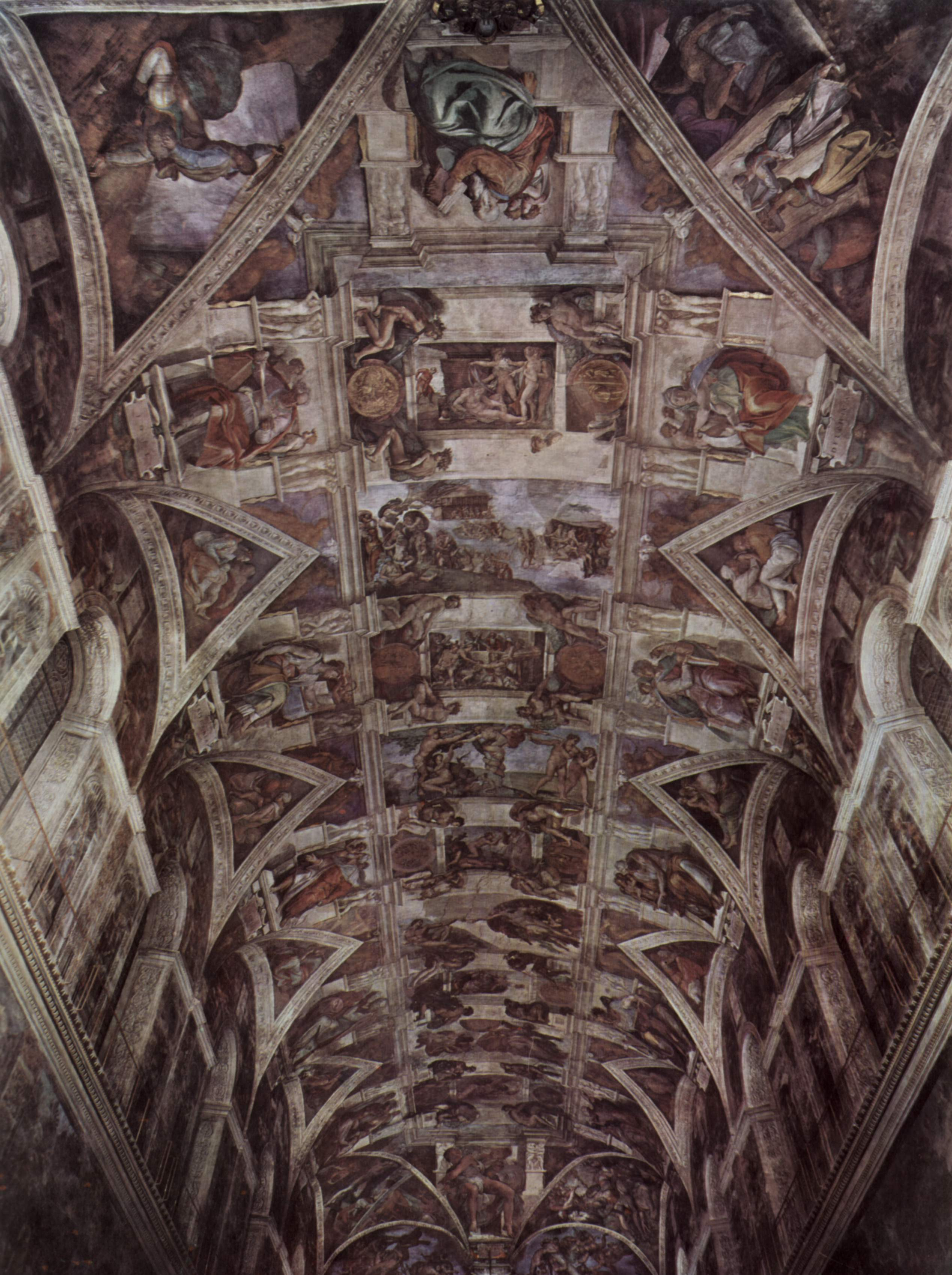
A Capela Sistina antes da restauração.

A experimentação preliminar para a restauração moderna começou em 1979. A equipe de restauração composta por Gianluigi Colalucci, Maurizio Rossi, Piergiorgio Bonetti e outros, tiveram como diretrizes o Regulamento para a restauração de obras de arte, conforme estabelecido em 1978 por Carlo Pietrangeli, diretor do Laboratório do Vaticano para a Restauração de imagens, que regem o processo e métodos utilizados na restauração. Uma parte importante do procedimento de restauração moderna, conforme estabelecido por estas regras, é o estudo e análise da obra de arte. Parte disso foi o registro de todas as fases do processo de restauração. Isto foi feito pelo fotógrafo Takashi Okamura para a Nippon Television Network Corporation.
Entre junho de 1980 e outubro 1984 a primeira fase de restauração, o trabalho sobre as lunetas de Michelangelo, foi alcançada. O foco do trabalho, em seguida foi transferido para o teto, que foi concluído em dezembro de 1989 e de lá para o Juízo Final. A restauração foi revelada pelo Papa João Paulo II em 8 de Abril de 1994. A fase final foi a restauração dos afrescos da parede, aprovada em 1994 e revelados em 11 de Dezembro de 1999.

### Objetivos dos conservadores
Os objetivos dos conservadores foram os seguintes:
- Estudar os afrescos progressivamente, analisar todas as descobertas e utilizar as respostas adequadas as técnicas.
- Registrar cada passo da operação, em relatórios de arquivo, fotografias e filmes.
- Usar apenas os procedimentos e materiais simples, amplamente testados, não prejudiciais, e reversíveis.
- Reparar rachaduras e danos estruturais que ameaçavam a estabilidade do gesso.
- Remover camadas de sujeira que consiste de cera de vela, e fuligem que haviam sido depositados pela queima de velas na capela de 500 anos.
- Remover pintura e reparos por restauradores anteriores que tentaram neutralizar os efeitos da fuligem e outros acréscimos.
- Remover o óleo e gordura animal usada para neutralizar salinização de áreas onde a água vazou, completamente.
- Remover acréscimos cristalinos de sal que havia em áreas esbranquiçadas onde a água vazou por infiltrações.
- Conservar as superfícies que estavam em perigo de deterioração por causa de bolhas e descamação.
- Restaurar simpaticamente as áreas onde a deterioração de um tipo ou outro tinha obliterado detalhes e danos causados à integridade do todo, por exemplo, preenchendo uma fenda ruim e pintura do reboco com uma correspondência de cores do original.
- Manter em pequenas áreas definidas um registro físico histórico das restaurações anteriores que tinham ocorrido.

### Preparação e abordagem

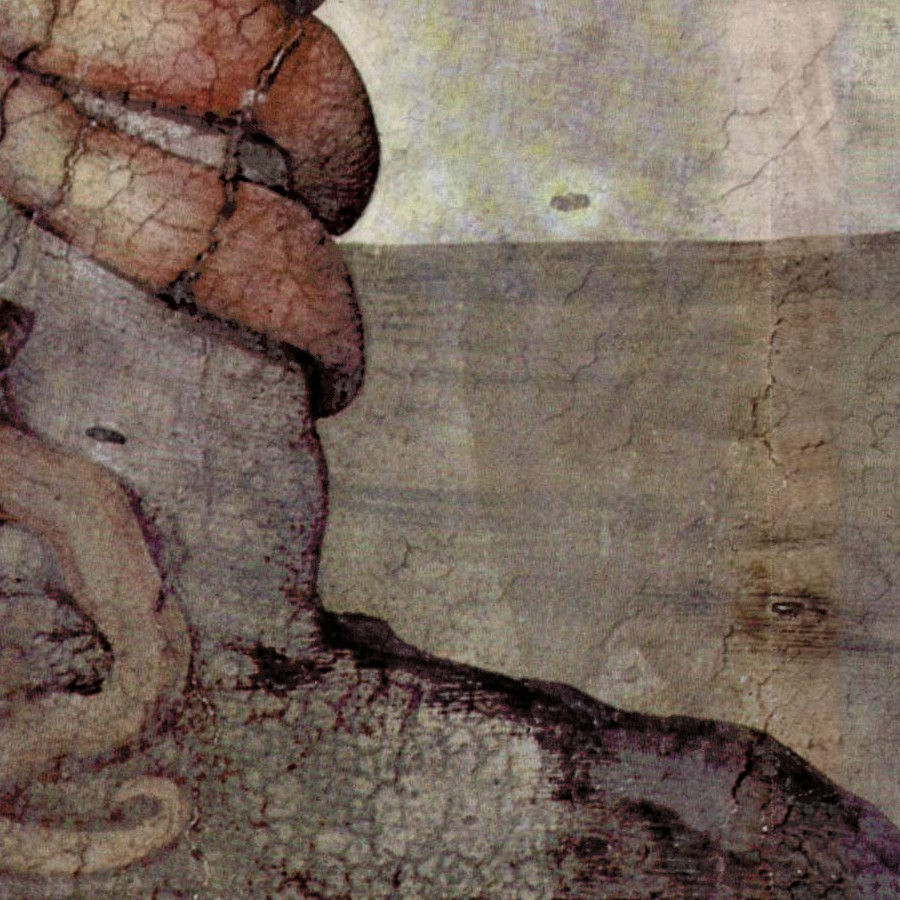
Este detalhe da Expulsão do Éden mostra o escurecimento das cores para um monocromático, fissuras do gesso e pinos de metal de uma estabilização anterior, manchas de fluxo de água, depósitos de sal, escurecimento de salitre e repinturas.

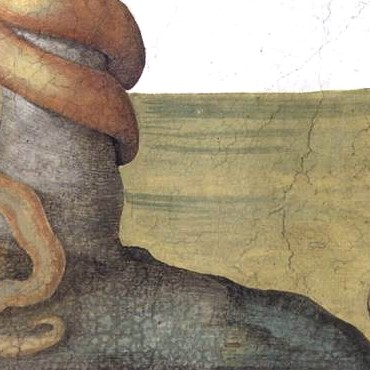
Este detalhe da mesma seção mostra o brilho das cores após a limpeza. As rachaduras maiores e espaços dos pinos de metal foram preenchidos e coloridos para combinar áreas adjacentes. Rachaduras menores são mais visíveis, em contraste com a superfície brilhante. Os anéis de salitre são irreversíveis.

Em 1979 Colalucci empreendeu uma série de experimentos para descobrir o caminho certo para a restauração dos afrescos da Capela Sistina. A investigação começou por meio de testes em pequenas áreas de um afresco da parede, Conflito sobre o corpo de Moisés por Matteo da Lecce, que tinha semelhantes atributos físicos e químicos para as técnicas de pintura empregadas em afrescos de Michelangelo. Ensaios para encontrar os solventes corretos continuaram com uma pequena porção da pintura Eleazar e a luneta Matã.
Por causa da altura do teto e a inacessibilidade dos afrescos, a natureza exata do dano e os problemas que seriam encontrados pela equipe de restauração não puderam ser inteiramente previstos até após quando a decisão de restaurar foi tomada, e os andaimes foram postos no lugar.
De acordo com Colalucci, a análise científica continuou como resposta dos restauradores para os problemas específicos em curso, era uma parte do processo, ao invés de a equipe de conservação decidir sobre um tratamento único para todas as partes do edifício.
Em 1980, a decisão de empreender uma restauração total foi tomada. A Nippon Television Network Corporation do Japão providenciou o maior fundo de R$ 4,2 milhões de dólares em troca dos direitos de imagem.

### Andaimes
Concluída a primeira etapa da restauração, a equipe projetou andaimes de alumínio nas superfícies verticais e curvas dos tímpanos em torno das seções superiores das janelas, logo abaixo do lunetas e usando os mesmos espaços na parede que tinham sido utilizados por Michelangelo para seus andaimes.
Quando eles se mudaram para o teto, eles também empregaram um sistema semelhante ao de Michelangelo, que envolveu uma estrutura em consola, com uma prateleira para fora do andaime para apoiar a plataforma. As vantagens dos modernos materiais leves significava que a plataforma poderia ser de rodas, facilitando o movimento fácil ao longo do comprimento do edifício, em vez de desmontagem e substituição, como Michelangelo tinha feito em 1506.

### Estado dos afrescos
Os resultados do inquérito de 1979 foram de que todo o interior da capela, mas particularmente no teto, foi coberto com uma fuligem de velas e fumaça que compreende cera e carbono amorfo. Acima do janela (a principal fonte de ventilação), as lunetas foram particularmente manchadas com a fumaça da poluição da cidade, sendo muito mais sujo do que o próprio teto. O edifício foi um pouco instável e já tinha mudado consideravelmente antes do trabalho de Michelangelo de 1508, causando rachaduras no teto, a rachadura na localidade da Judite foi tão grande que teve que ser preenchida com tijolos e argamassa antes de pintada. A parte superior, o limite previsto de Michelangelo, era uma superfície irregular devido a rachaduras e infiltração de água.
O ingresso contínuo de água do telhado e das passagens acima do nível do teto causou vazamento que levou para baixo sais da argamassa da construção e os depositou no teto por evaporação. Em alguns lugares isso causou à superfície dos afrescos bolhas e elevações. A descoloração foi um problema sério, estava borbulhando, porque a magreza e a transparência da pintura que Michelangelo empregou na maior parte do limite máximo permitido permitiu aos sais passar ao invés de acumular abaixo da superfície.
Restaurações anteriores tinham todas deixado suas marcas nos afrescos. Para neutralizar o branqueamento causado pela salinização, gordura animal e óleo vegetal tinham sido aplicados, o que efetivamente fez os cristais de sal transparentes, mas deixou uma camada pegajosa que acumula sujeira. Um problema adicional, mais óbvio, foi salitre que escoa através de pequenas fissuras e aparecendo como anéis escuros na superfície. Ao contrário dos depósitos de sal branco cristalino, este não poderia ser removido e a coloração era irreversível. Camadas de verniz e cola tinham sido aplicadas a muitas áreas no passado. Este tinha escurecido e tornou-se opaco. Restauradores tinham repintado detalhes sobre as áreas escuras, a fim de definir características de figuras.
Exames detalhados revelaram que além de depósitos de fumaça e infiltrações e rachaduras estruturais, a "pele pictórica" dos afrescos de Michelangelo estavam em excelentes condições. Colalucci descreve Michelangelo como tendo empregado as técnicas de afresco de melhor forma possível, como descrito pelo historiador Vasari. A maior parte da pintura foi bem aderida e exigiu pouco de retoque. O gesso, ou intonaco, em que as pinturas foram executadas foi encontrado, em sua maior parte, seguro, já que restauradores anteriores haviam fixado no gesso pinos de bronze para evitar desabamentos.

## Críticas

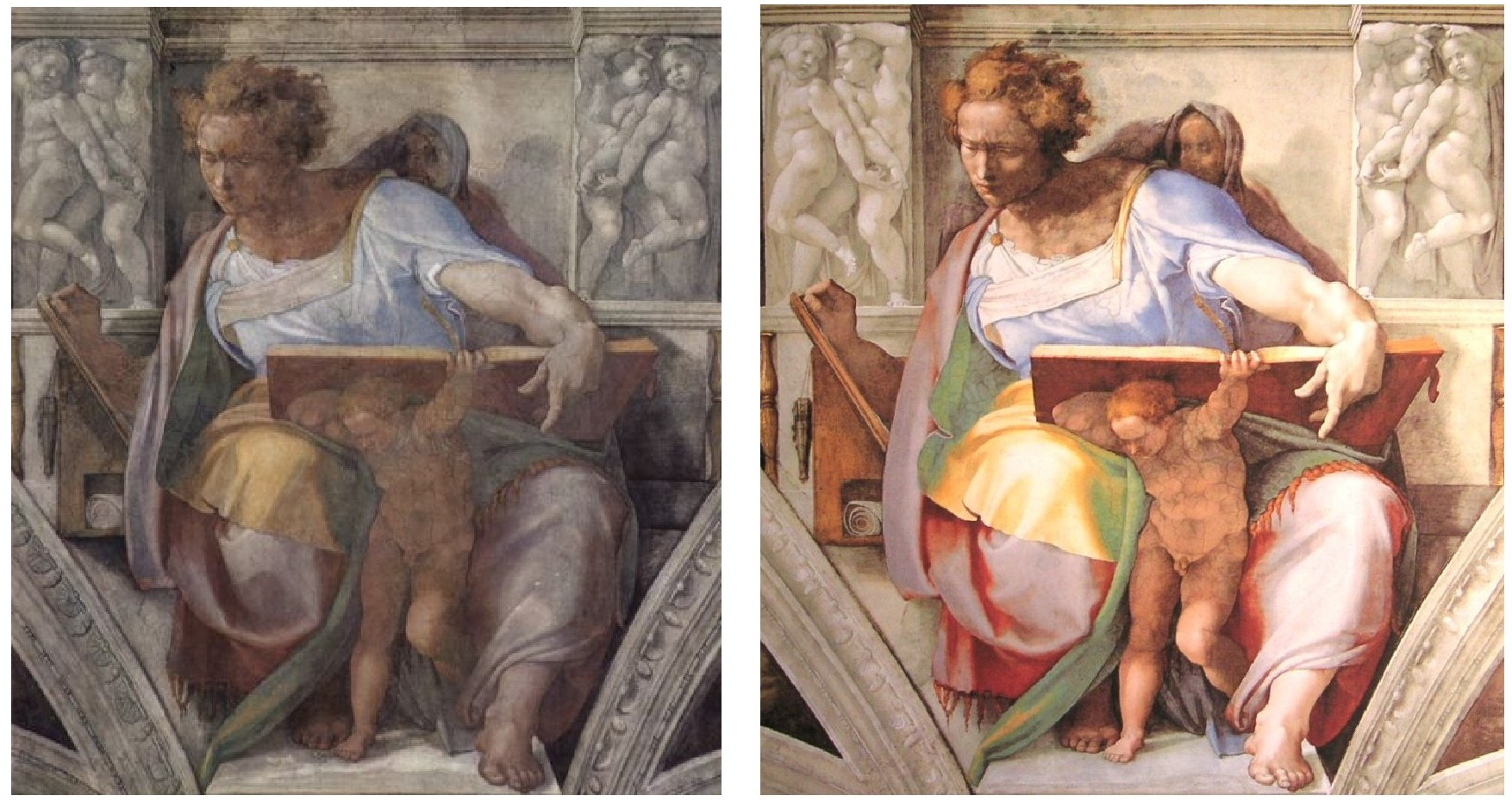
Daniel, antes e após o restauro

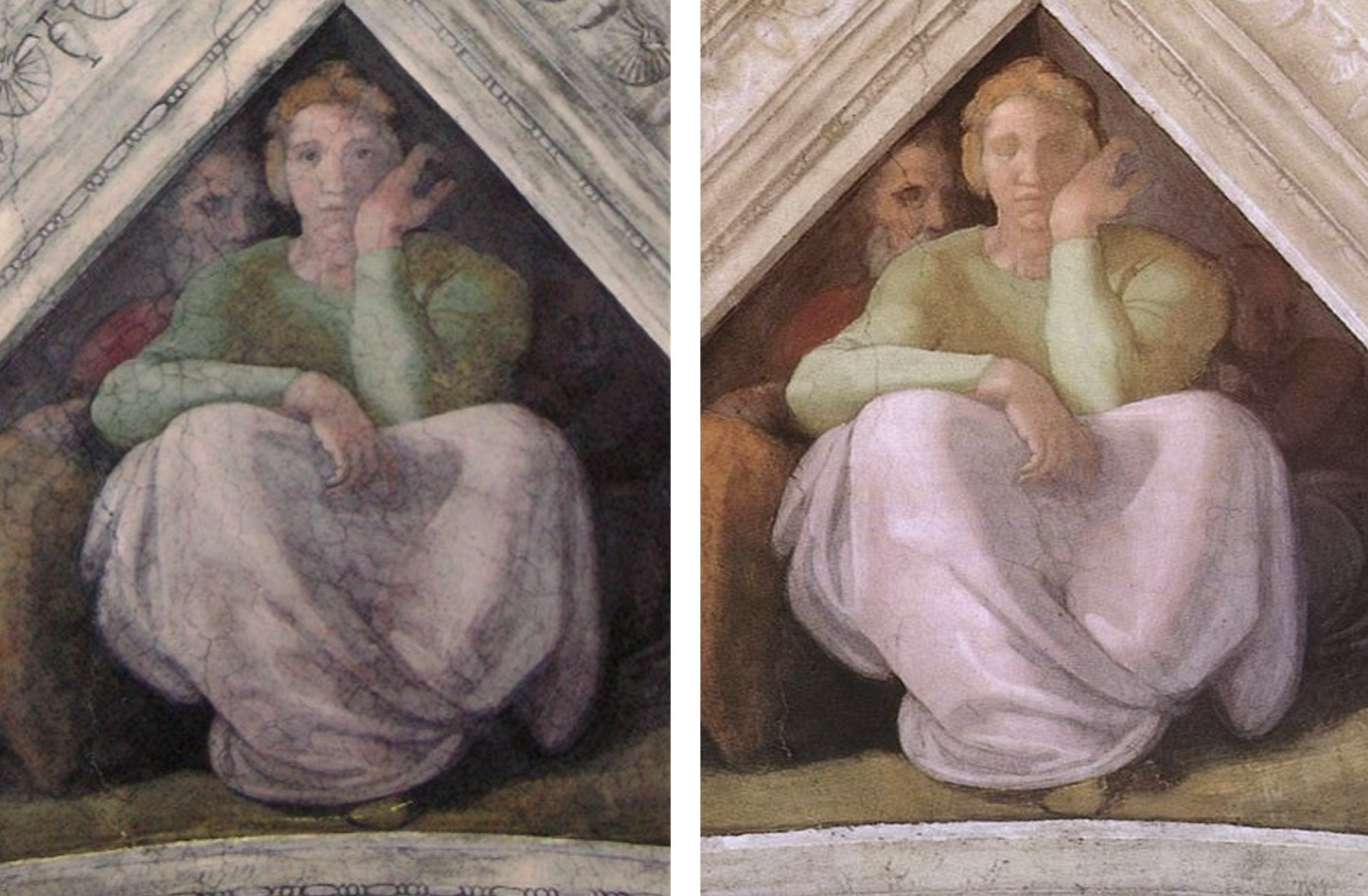
Jessé, antes e após o restauro

A opção metodológica do responsável pelo trabalho de restauro foi remover tudo o que havia acima da camada realizada em buon fresco, o afresco puro, pintado quando a camada de base ainda está úmida, fazendo com que ao secar as cores se fixem permanentemente incorporadas ao reboco. O resultado foi surpreendente, mostrando uma paleta de cores brilhante e variada, muito diferente daquela que por séculos foi associada com a pintura de Michelangelo. Mas o restauro levantou uma turbulenta controvérsia no mundo da arte. Enquanto que um grupo de críticos louvou o resultado como uma revelação, dizendo que obrigava à reformulação de todas as concepções anteriores sobre sua estética, muitos outros peritos igualmente respeitados consideraram a intervenção uma calamidade, acusando os restauradores de destruir a obra para sempre por remover, além dos detritos acumulados ao longo dos anos, também acabamentos do próprio Michelangelo, que teriam sido pintados a seco depois do buon fresco secar, o que realmente era uma prática bastante comum no seu tempo. Comparando-se fotografias dos estados anterior e posterior, parece claro que a adoção de uma solução técnica unificada para todo o painel foi de fato uma atitude temerária, e que o restauro tenha sido radical demais pelo menos em alguns pontos, pois é difícil crer que o artista tivesse, por exemplo, pintado figuras com olhos desfigurados, como agora aparecem as de Jessé e Aminadab. Diversos outros detalhes desapareceram, como ornamentações na arquitetura ilusionística que emoldura as cenas, pregas nos mantos e o modelado sutil dos corpos e das sombras, resultando em planos mais achatados e anulando parte do efeito escultórico da pintura. Entretanto, em termos de cores a paleta luminosa que surgiu na Capela Sistina teve uma confirmação quando se restaurou o Tondo Doni, que traz o mesmo espectro de cores.